# Tiszaalpár
Tiszaalpár nagyközség Bács-Kiskun vármegye Tiszakécskei járásában.

## Fekvése
A vármegye keleti részén fekszik, a Tisza jobb partján. Szomszédai észak felől Lakitelek, északkelet felől Tiszaug, kelet felől Tiszasas, délkelet felől Csongrád, délnyugat felől Kiskunfélegyháza, északnyugat felől pedig Nyárlőrinc.

### Megközelítése
Közúton Kecskemét, Csongrád és Kiskunfélegyháza felől is megközelíthető. Kecskemét felől a 44-es főúton kell elmenni Lakitelek-Kapásfaluig (a 24. kilométerig), majd letérni délkeletnek Tőserdő felé a 4505-ös úton, majd rátérni a községen átvezető 4625-ös útra. Ez utóbbi út szolgál megközelítési útvonalként Kiskunfélegyháza felől is. Csongrád felől pedig a 451-es főútból kiágazó 4502-es úton kell elindulni, majd letérni északkelet felé a 4501-es útra.
Vonattal a MÁV 145-ös számú Kiskunfélegyháza–Kunszentmárton-vasútvonalán érhető el. A vasútnak négy megállási pontja is van itt: Kunszentmárton felől sorrendben előbb Tiszaalpár felső megállóhely, Árpádtelep településrésznél, a 4625-ös út mellett, majd Tiszaalpár vasútállomás a központ közelében, ezt a 45 303-as út szolgálja ki; Tiszaalpár alsó megállóhely Árpádszállás településrésznél, a 4625-ös és 4502-es utak találkozása közelében (ennek kiszolgáló útja a 45 304-es számú mellékút), végül Borsihalom megállóhely közvetlenül a délnyugati határszélen.

## Története
Tiszaalpár ősi település. Területe ősidők óta lakott hely volt.
Nevét 1075-ben említette először oklevél Olper néven, mikor I. Géza király a váci püspöknek adományozta. A hely a honfoglalás korában is lakott volt, erről Anonymus, Béla király névtelen jegyzője is megemlékezett.
Anonymus leírása szerint a Kárpát-medencében fokozatosan előrenyomuló, területeket szerző magyarok vezére, Árpád a következő kéréseket terjesztette elő követek útján a bolgár vezérnek. „…Salánnak a barátsága kedvéért kérek a marháim miatt a magam jussából egy részecskét, tudniillik a Sajó folyóig elterülő földet. Azonfelül azt kérem a vezéretektől, hogy küldjön nekem a maga jósvoltából két korsót tele Duna vizével és egy nyalábot Alpár homokjának a füvéből, hogy megtapasztalhassam, vajon édesebb-e Alpár homokjának a füve a szcítiai tájaknak, azaz Dentü-mogyernak a füvénél, és a Duna vize vajon jobb-e a Don vizénél.”
Árpád ajándékokat küldött mindezekért cserébe.
„Aztán Árpád vezér (…) küldött neki tizenkét fehér lovat, tizenkét tevét meg tizenkét kun fiút, a vezérnének pedig tizenkét nagyon ügyes orosz leányt, továbbá tizenkét hölgymenyétprémet, tizenkét nyestbőrt és tizenkét aranyos köntöst.”
Árpád követei, „Ond és Ketel pedig továbbindultak Tarcal hegyéről, és gyors lovaglással harmadnap megtalálták Salán vezért Alpár várában, a Tisza mellett. (…) Salán vezér Árpád vezérnek különféle ajándékokon kívül nevetni való tréfaképpen küldött még két korsót tele a Duna vizével meg egy nyalábot Alpár homokjának a java füvéből.” A leírás szerint kis idő elteltével Árpád újra követeket küldött, akik „Alpár homokján megtalálták Salán vezért”. Azt üzente általuk Salánnak, hogy immár jóval nagyobb területet követel, éppen a korábban kért ajándékok jelképes erejére hivatkozva.
A követek érvelésében szerepelt, hogy a bolgár vezér, „ő maga az, aki földje jóságát dicsérve egy nyaláb füvet küldött Alpár homokjáról és egy korsót a Duna vizéből”. Salán vezér nem engedett a követelésnek. „…Árpád vezér és nemesei pedig az egész hadsereggel elindultak a Zagyva folyótól, és a Tetétlen-hegy mellett ütöttek tábort egészen a Tiszáig. Azután a Tisza partján tovább vonulva, Alpár homokjára érkeztek.”
Az elkerülhetetlenné vált csata Anonymus előadásában a következőképpen zajlott le: „Salán vezér a görögök és bolgárok segédcsapataival együtt elindult Titelről, és övéi biztatására is dühösen Árpád vezér ellen lovagolt. S mialatt a két sereg egymás közelében éjszakázott, egyik sem mert aludni egész éjjel, hanem felnyergelt lovukat kézen tartva virrasztottak. Reggel pedig, még hajnal előtt, mind a két fél készült a csatára. Árpád vezér, akinek a mindenség Istene volt a segítője, fölövezte fegyvereit, felállította a csatarendet, aztán könnyhullatva imádkozott Istenhez, majd imigyen tüzelte vitézeit: Szittyák, kik a bolgárok dölyféből Hung várától a hungárus nevet kaptátok, a görögöktől való félelem miatt ne feledkezzetek meg kardotoktól, és el ne veszítsétek jó hírneveteket. Hanem serényen és vitézül harcoljatok a görögök és bolgárok ellen, akik a mi asszonyainkhoz hasonlítanak, és úgy féljünk a görögök sokaságától, mint az asszonyokétól. Ennek hallatára vitézei nagyon felbuzdultak. Tas fia Lél megfújta a kürtjét, Bogát fia Bulcsú meg felemelte a zászlaját, s az első hadsorban indultak ütközetbe a görögök ellen. Erre harcba elegyedett a két ellenséges csatarend, és kezdtek hevesen vívni egymással. S amikor Árpád vezérnek egész serege viadalra kelt a görögök ellen, igen sokan elestek a görögök és a bolgárok közül.
A fent említett Salán vezér pedig, amint látta, hogy övéi alulmaradnak a küzdelemben, futásnak eredt, s hogy életét megmentse, Bolgárfejérvárba sietett. A görögök meg bolgárok a magyaroktól való rettegésükben eszüket vesztve elfelejtették, hogy melyik úton jöttek, s midőn életüket mentve futásnak eredtek, a Tiszát kicsiny folyónak vélve, át akartak úszni rajta. De mivel ekkora félelem és rémület szállotta meg őket, a magyaroktól való rettegésükben majdnem mindnyájan a Tisza vizébe vesztek, s alig maradtak néhányan, hogy a császárjuknak balsorsukról hírt mondjanak. Ezért azt a helyet, ahol a görögök vesztüket lelték, attól a naptól kezdve mostanig görögök révének hívják.”
Anonymus művének nyomtatásban történt megjelenése óta (1746) az alpári vár mint „Zalán vára” vonult be a köztudatba. Széles körű ismertségét különféle szépirodalmi utalások is segítették. Különösen nagy jelentőségű ebből a szempontból Vörösmarty Mihály 1825-ben megjelent Zalán futása című tíz énekes hőskölteménye. Az alpári Zalán váráról szóló történet hitelességét sokáig a történeti szakirodalomban sem vitatták, ellenkezőleg, tényként kezelték.
A község a török hódoltság alatt többször is elpusztult. Az 1559 évi török kincstári adólajstromokban a budai líva községei között találjuk, és ekkor 11 adóköteles háza volt. Alsóalpár a váci püspök fennhatósága alá tartozott, 1715-ben még csak Kecskeméthez tartozó puszta, 1727-ben népesült be újra.
1940 decemberében Teleki Pál miniszterelnök és Horthy István MÁV elnök az Országos Nép- és Családvédelmi Alap keretében az árvízkárosultak számára épített házakat adtak át.
1973-ban Alpárt és Tiszaújfalut egyesítették, így jött létre a mai Tiszaalpár.

## Közélete

### Polgármesterei
- 1990–1994: Novák Lajos (független)[5]
- 1994–1998: Barton András (független)[6]
- 1998–2002: Barton András (MDF-FKgP-Fidesz-KDNP-VP)[7]
- 2002–2006: Bodor Ferenc (független)[8]
- 2006–2009: Bodor Ferenc (független)[9]
- 2009–2010: Dr. Vancsura István (független)[10]
- 2010–2014: Dr. Vancsura István (független)[11]
- 2014–2019: Dr. Vancsura István (független)[12]
- 2019–2024: Dr. Vancsura István (független)[13]
- 2024– : Ágoston Béla (KDNP-Nemzeti Fórum Egyesület-Tiszaalpári Gazdakör)[1]

A településen 2009. december 13-án időközi polgármester-választást tartottak, az előző polgármester halála miatt. A posztért kifejezetten nagy számú, összesen nyolc jelölt indult, egy kivétellel mind függetlenként.

## Népesség
A település népességének változása:
| Lakosok száma | 4926 | 4947 | 4897 | 4885 | 4885 | 4938 | 5010 | 4880 | 4856 | 4810 |
|               | 2013 | 2014 | 2015 | 2017 | 2018 | 2019 | 2020 | 2022 | 2023 | 2024 |

A 2011-es népszámlálás során a lakosok 91%-a magyarnak, 5,8% cigánynak, 0,9% németnek, 0,2% románnak mondta magát (8,9% nem nyilatkozott; a kettős identitások miatt a végösszeg nagyobb lehet 100%-nál). A vallási megoszlás a következő volt: római katolikus 67,7%, református 3,9%, evangélikus 0,3%, görögkatolikus 0,3%, felekezeten kívüli 7,8% (18,7% nem nyilatkozott).
2022-ben a lakosság 91,5%-a vallotta magát magyarnak, 1,7% cigánynak, 0,6% németnek, 0,6% románnak, 0,1% ukránnak, 1,4% egyéb, nem hazai nemzetiségűnek (8,4% nem nyilatkozott; a kettős identitások miatt a végösszeg nagyobb lehet 100%-nál). Vallásuk szerint 45,2% volt római katolikus, 3,9% református, 0,5% görög katolikus, 0,3% evangélikus, 0,1% ortodox, 2,1% egyéb keresztény, 1,3% egyéb katolikus, 10,5% felekezeten kívüli (36% nem válaszolt).

## Nevezetességei
- Skanzen: egy Árpád-kori falu rekonstrukciója
- Templom-domb: a 18. században barokk stílusban épült katolikus templommal
- Várdomb: egy kora középkori földvár maradványaival. A nyugati és a keleti oldal sáncát viszonylag épen feltárták, a mai felszíntől mérve ez 1,5-2,5 méter magas lehetett. Az ép sáncot két bevágás szakítja meg, mely a délnyugati oldalon található, feltételezések szerint itt lehetett felmenni magába a várba, bár ezt csak ásatással lehetne bizonyítani. A vár észak-déli irányú átmérője kb. 85 méter volt, ez 22 ha területen helyezkedett el. Bronzkori sánc- és várrendszer lehetett. Maga az Árpád-kori vár a 12. századra datálható, magát a várat Anonymus is említi (1200 körül). Valószínűleg a tatárjárás után csökkent jelentősége. A faszerkezetes rácsos sánctípust vélték felfedezni, mely hasonlított a győr-bácsai és a gyöngyöspatai sánchoz. Maga a sánc alacsony, de meredek dombon terül el, a védelem kizárólag erre támaszkodik, belül nincsenek épületek.  Egyes feltételezések szerint maga a vár a 10. század vége óta egy nemesi család, a Kalánok vára lehetett. A várral kapcsolatosan arra nézve, hogy mennyi ideig állhatott fent, és volt használatban a régészeti leletek lehetnek segítségünkre. Ezek szerint a legkorábbi lelet a 12. századból, míg a legkésőbbi a 15. századból való. Jelentőségét minden bizonnyal a tatárjárás miatt veszíthette el.[17]
- Holtág, alpári rét:  Több kilométeren terül el a falu mellett, ma már a Kiskunsági Nemzeti Park része az Alpári-réttel egyetemben aminek Európa egyik legváltozatosabb madárlelőhelye.

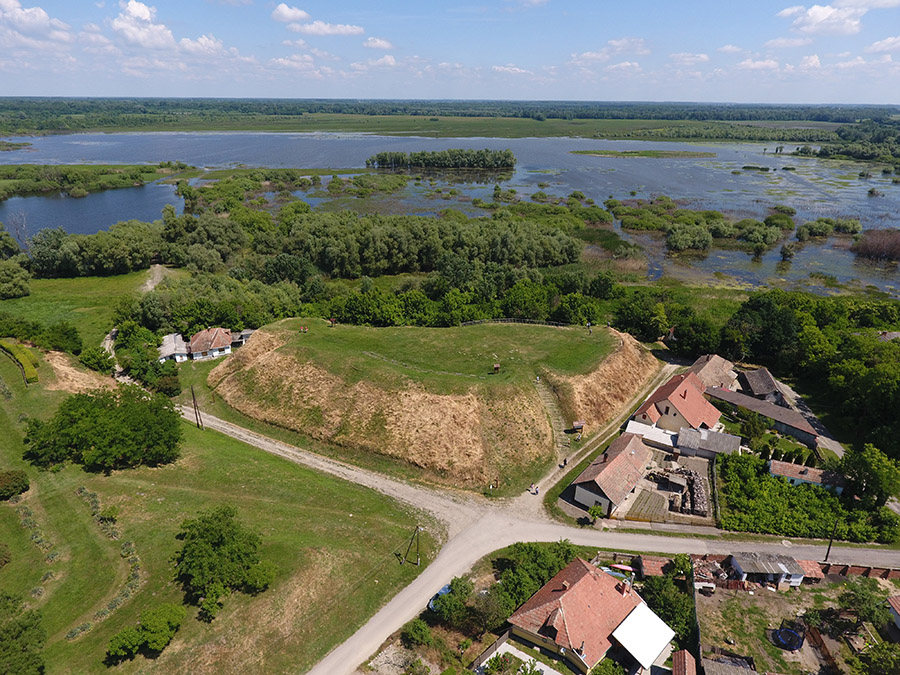
Tiszaalpár, Templom és várdomb – légi fotó
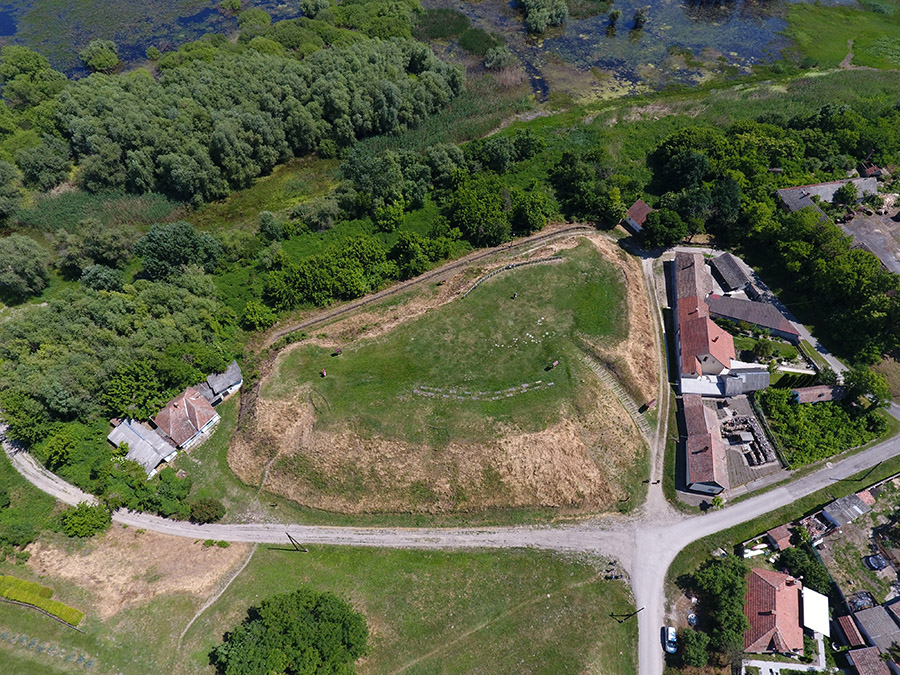
Tiszaalpár, Templom és várdomb – légi felvétel
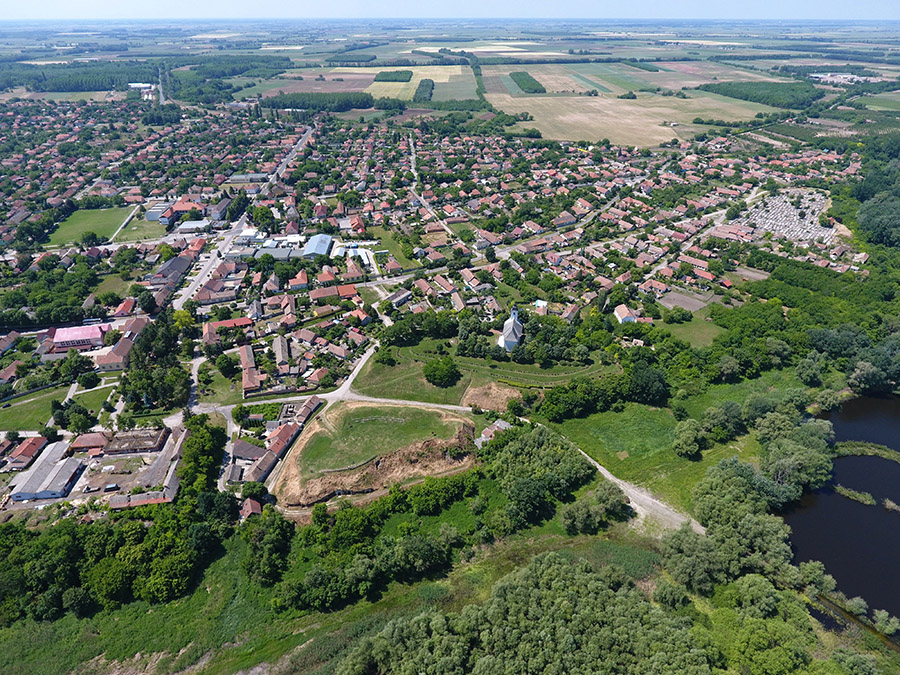
Tiszaalpár, Templom és várdomb a magasból
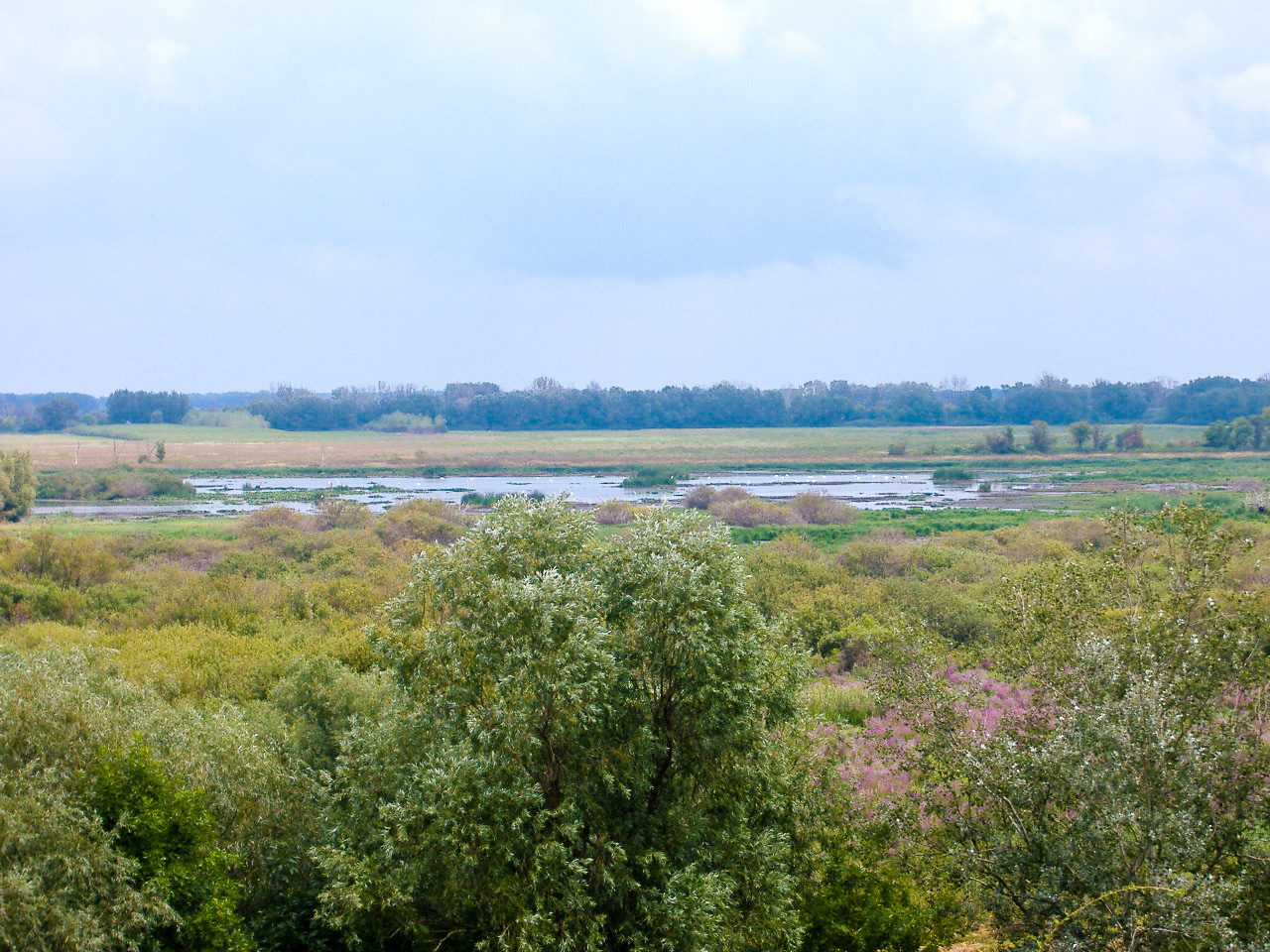
Alpári-rét, a Kiskunsági Nemzeti Park része
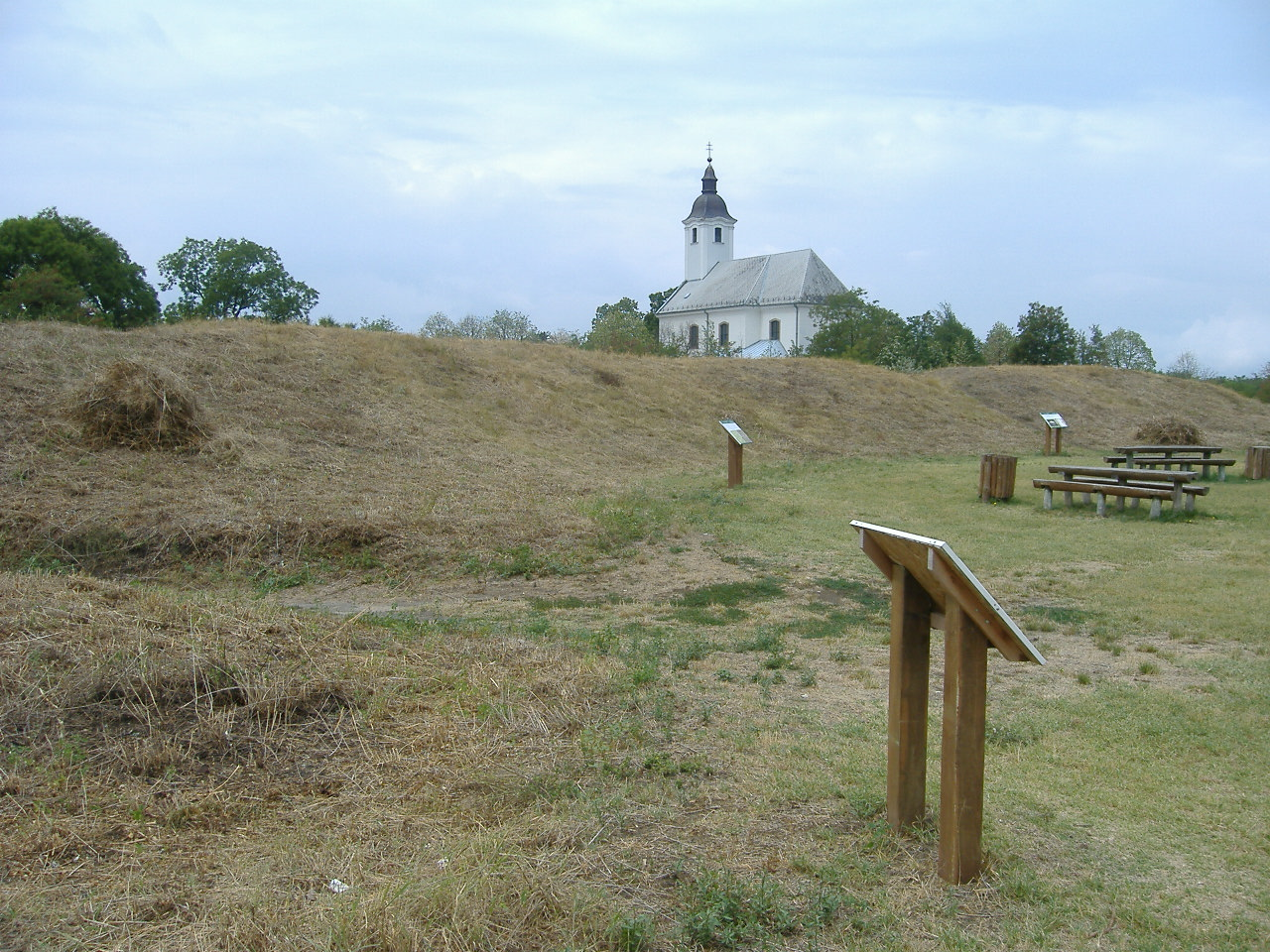
A földvár maradványai
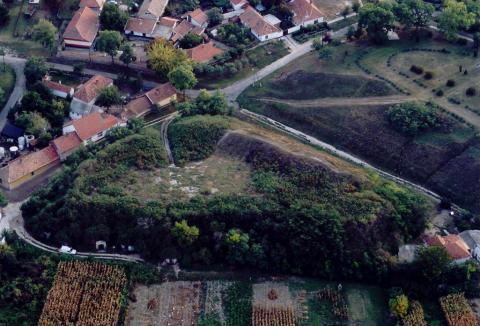
A földvár légifotója
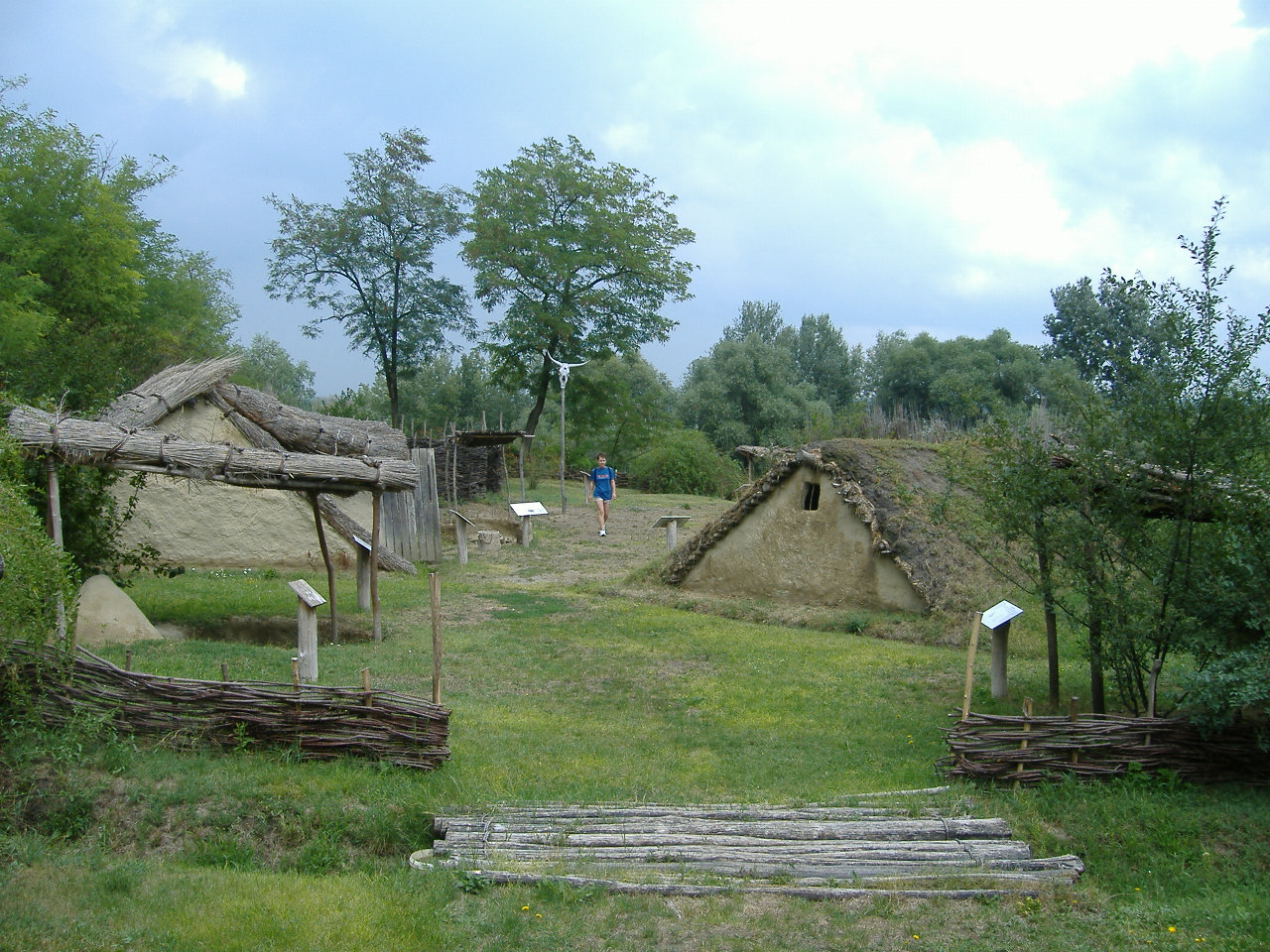
Árpád-kori falu rekonstrukciója
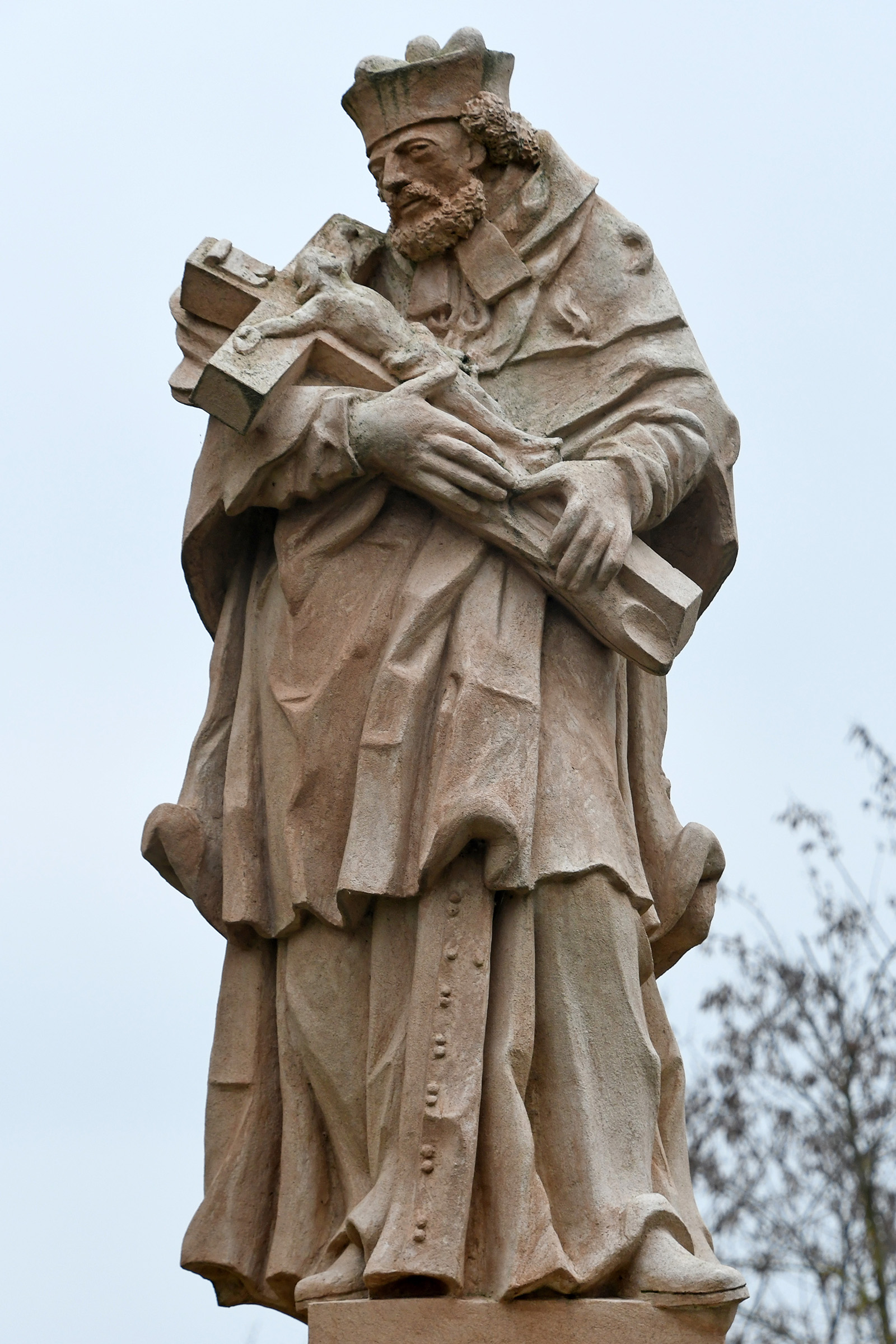
A Nepomuki Szent János-szobor
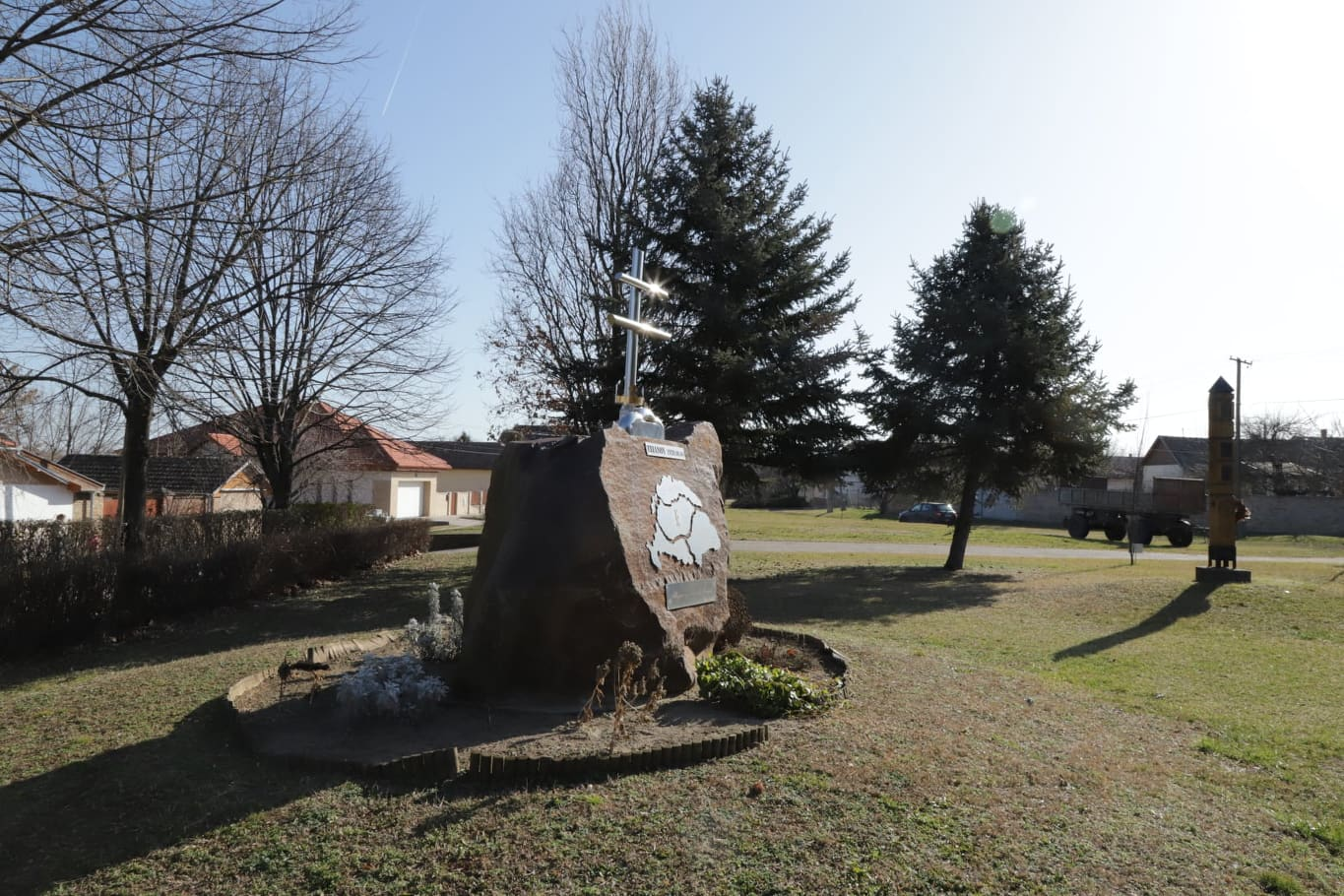
Tiszaalpári Trianon-emlékmű
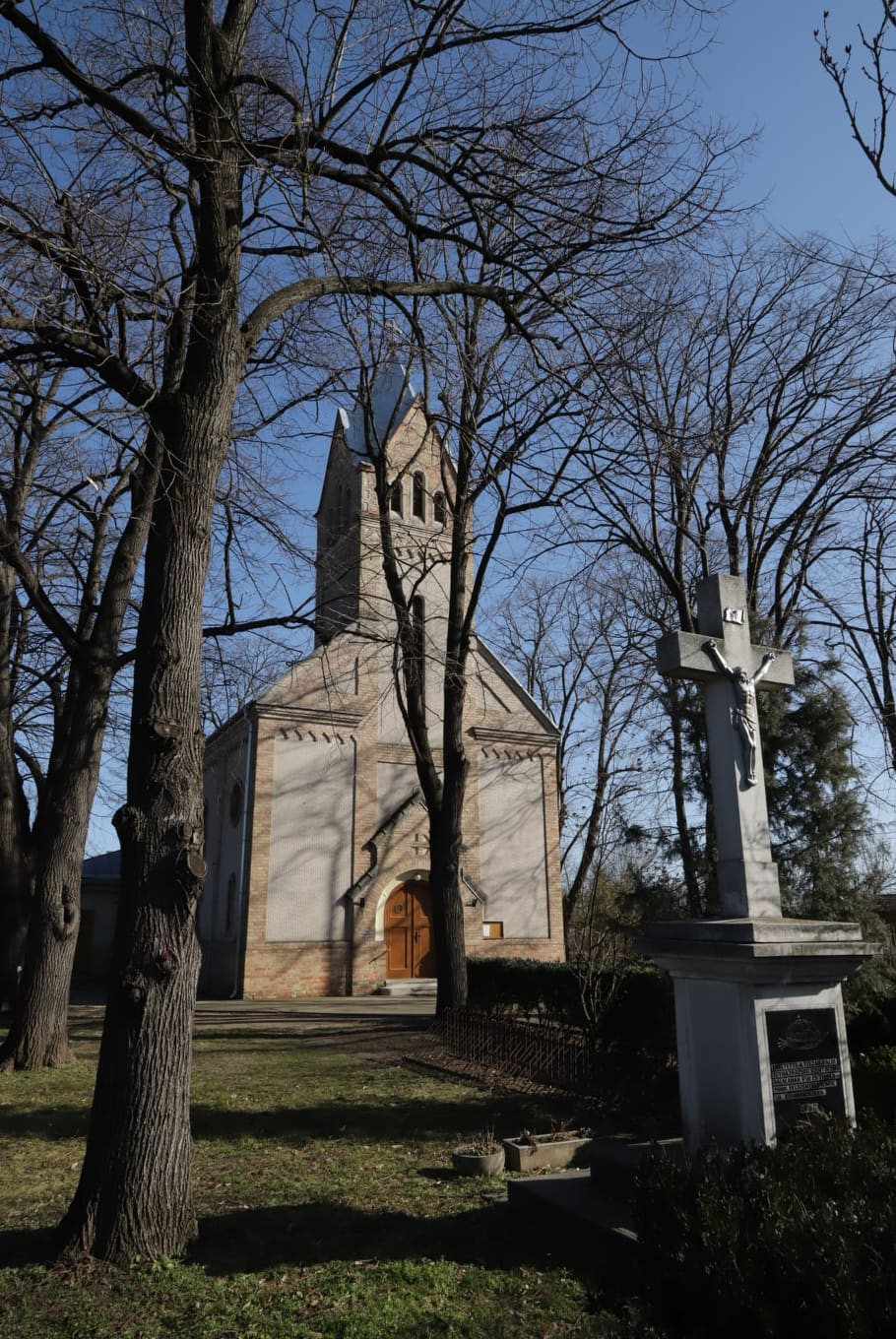
Tiszaalpári Szent István római katolikus templom
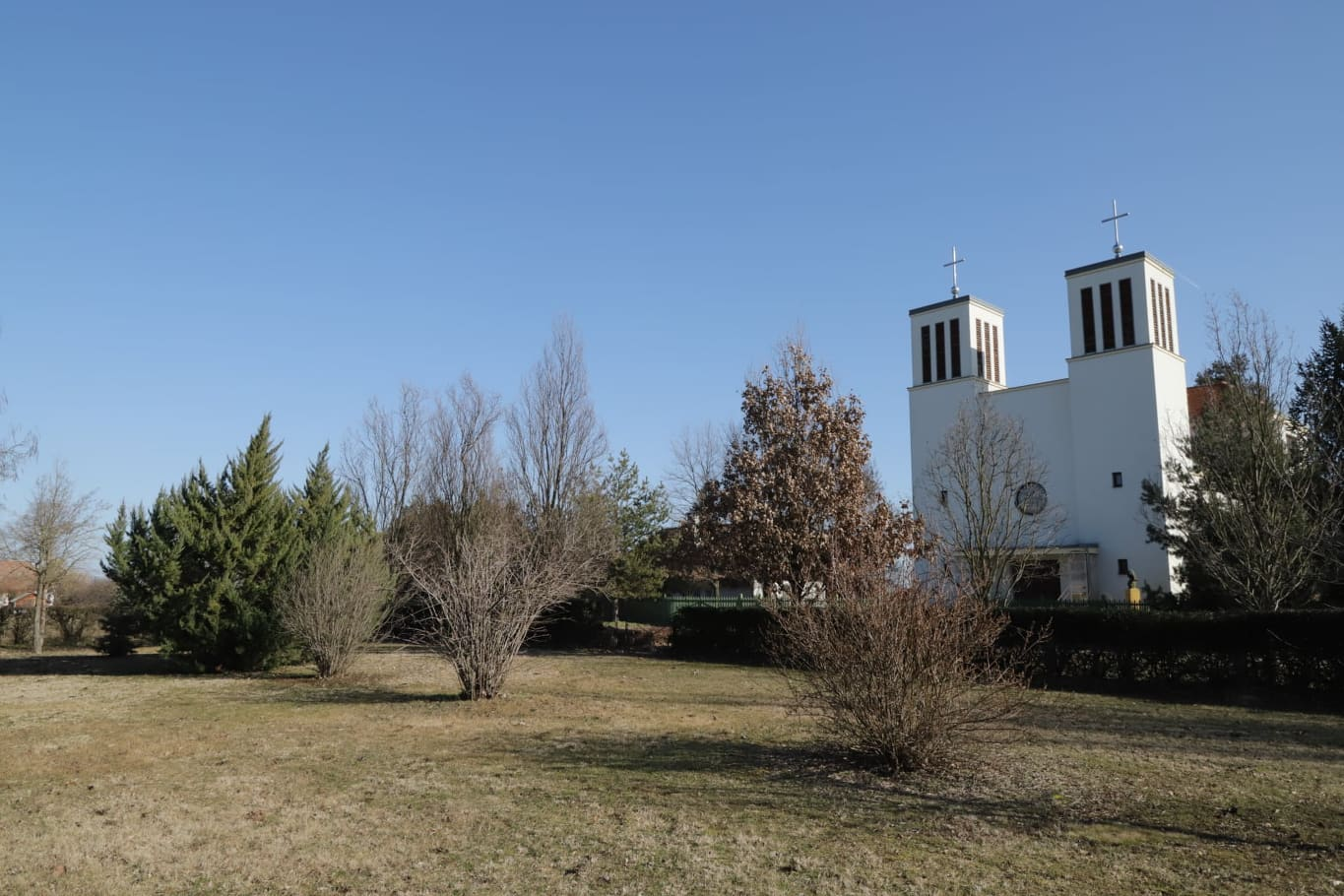
Szent Benedek Leányai Társaság Tiszaalpári Zárdatemplom
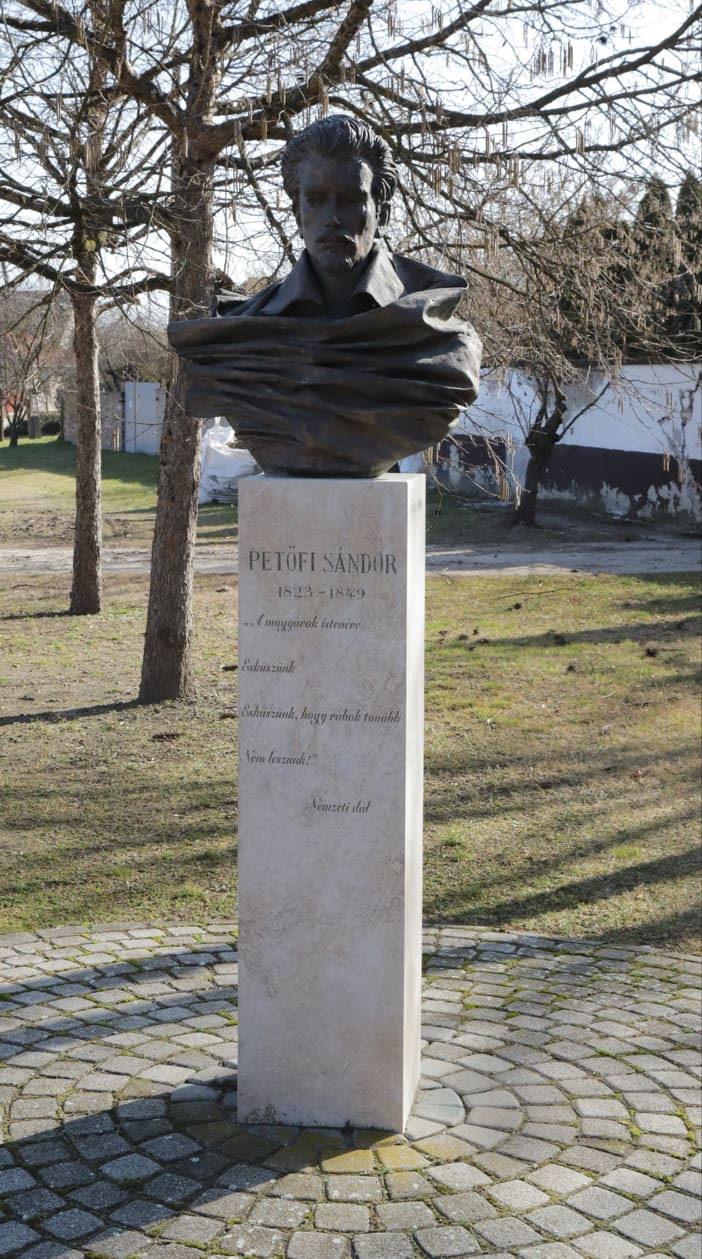
Petőfi-szobor
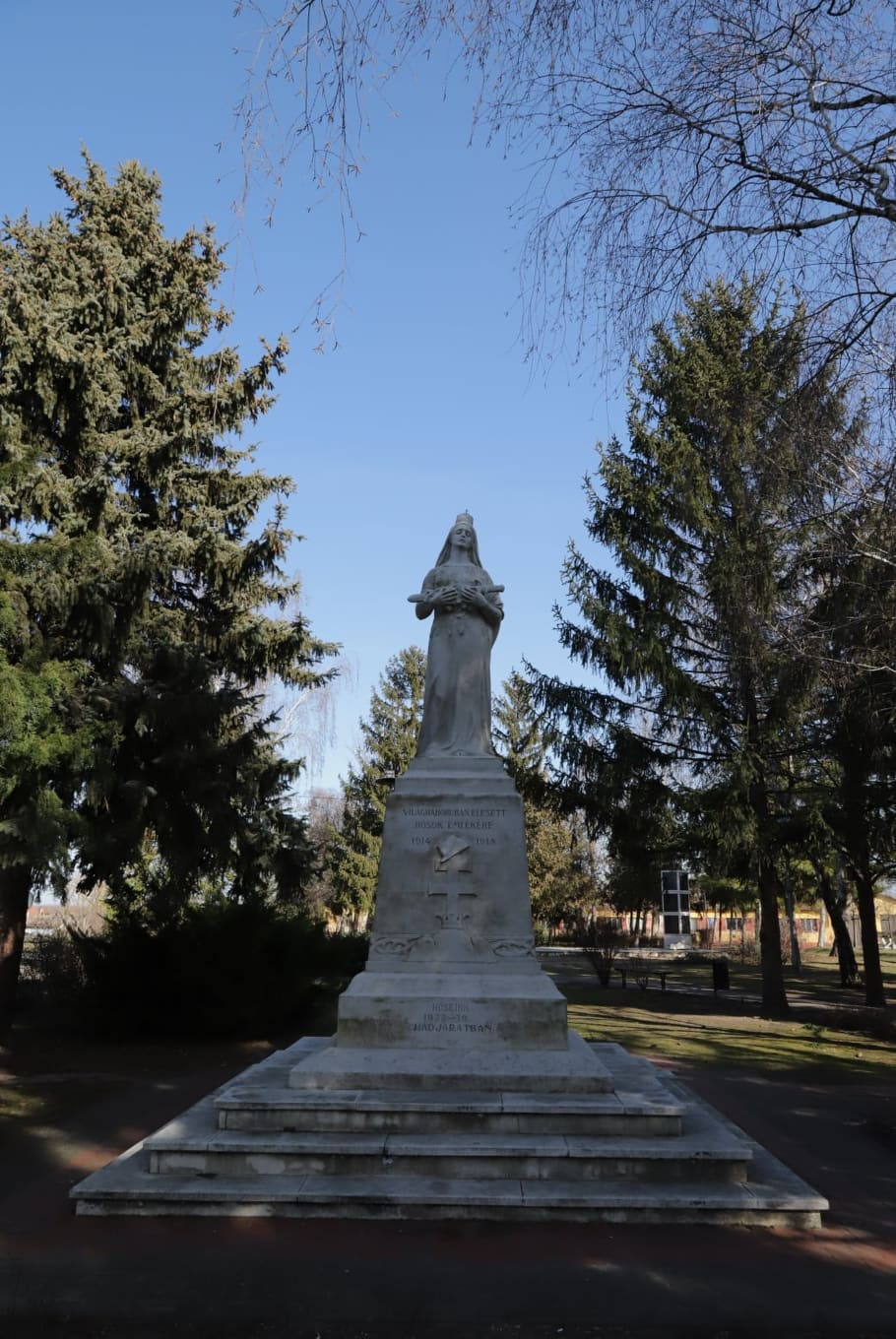
Tiszaalpári I. Világháborús emlékmű
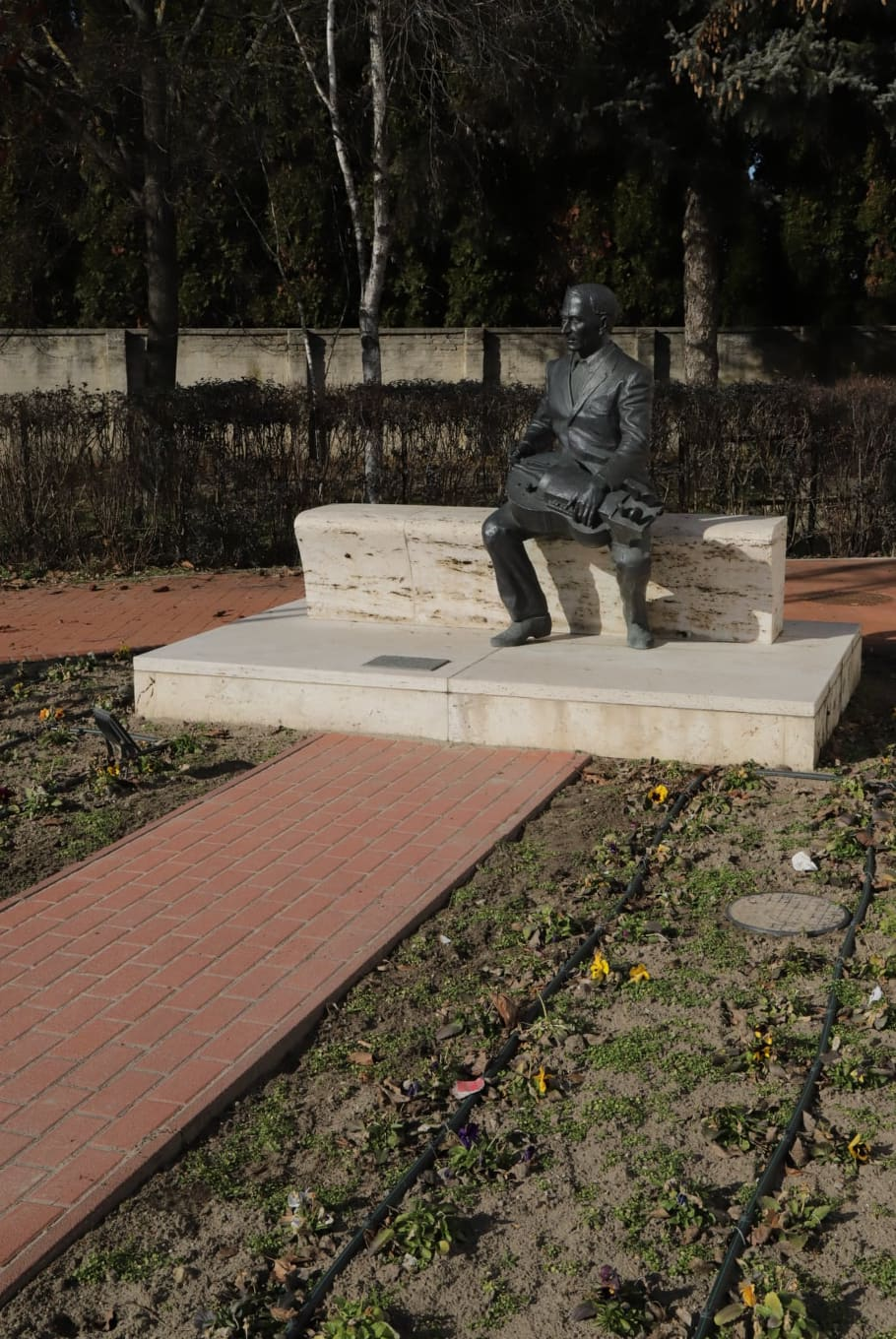
Bársony Mihály-szobor
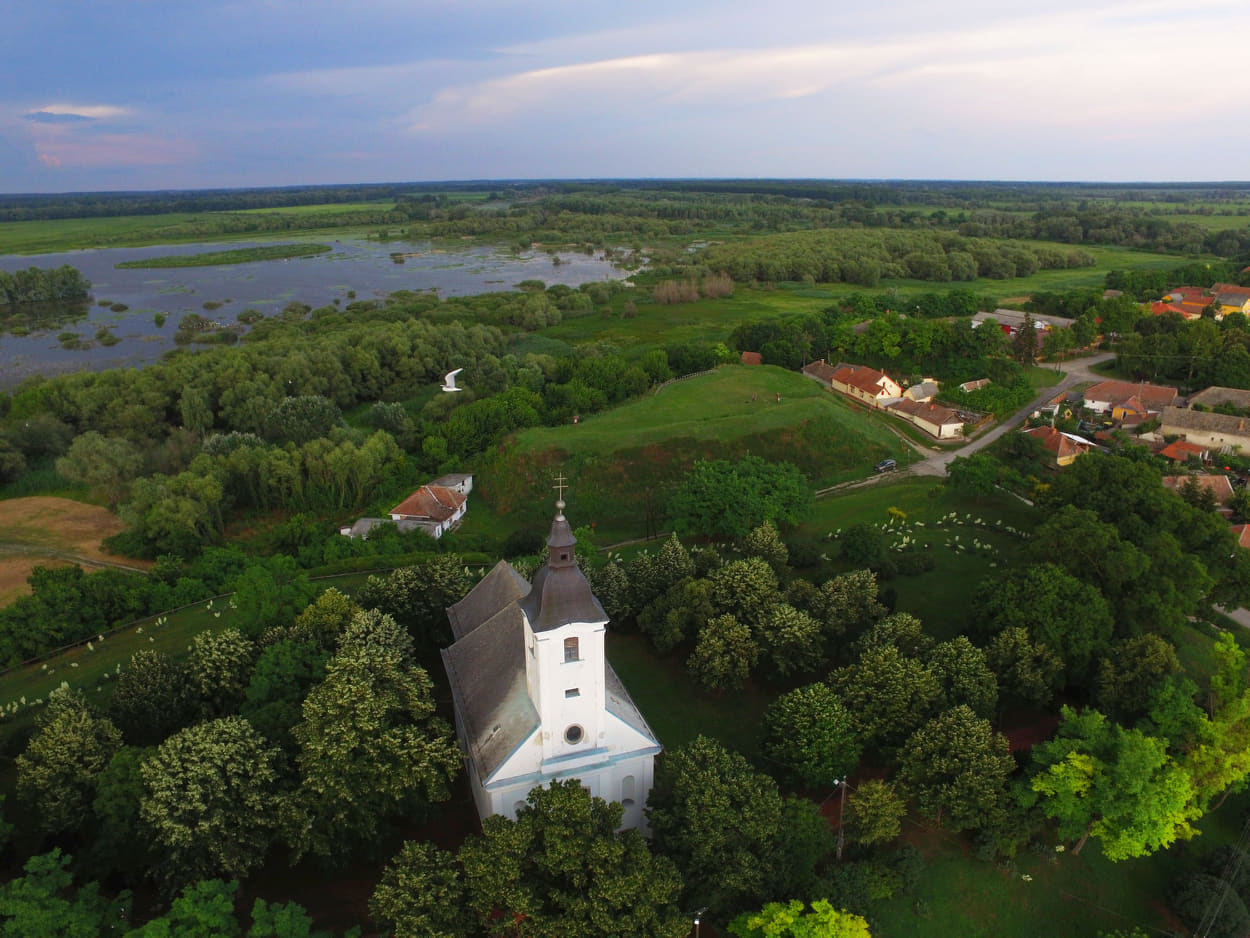
Tiszaalpári Jótanács Anyja római katolikus templom
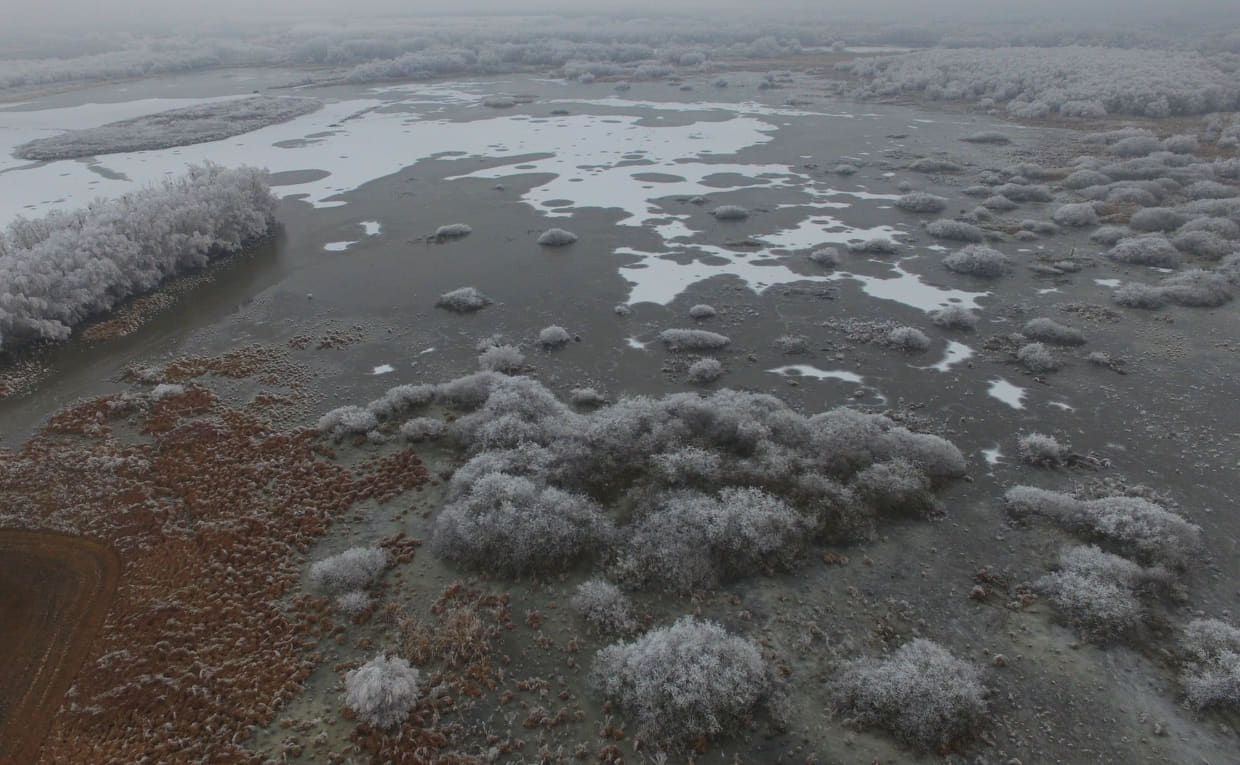
A Nagy-tó télen
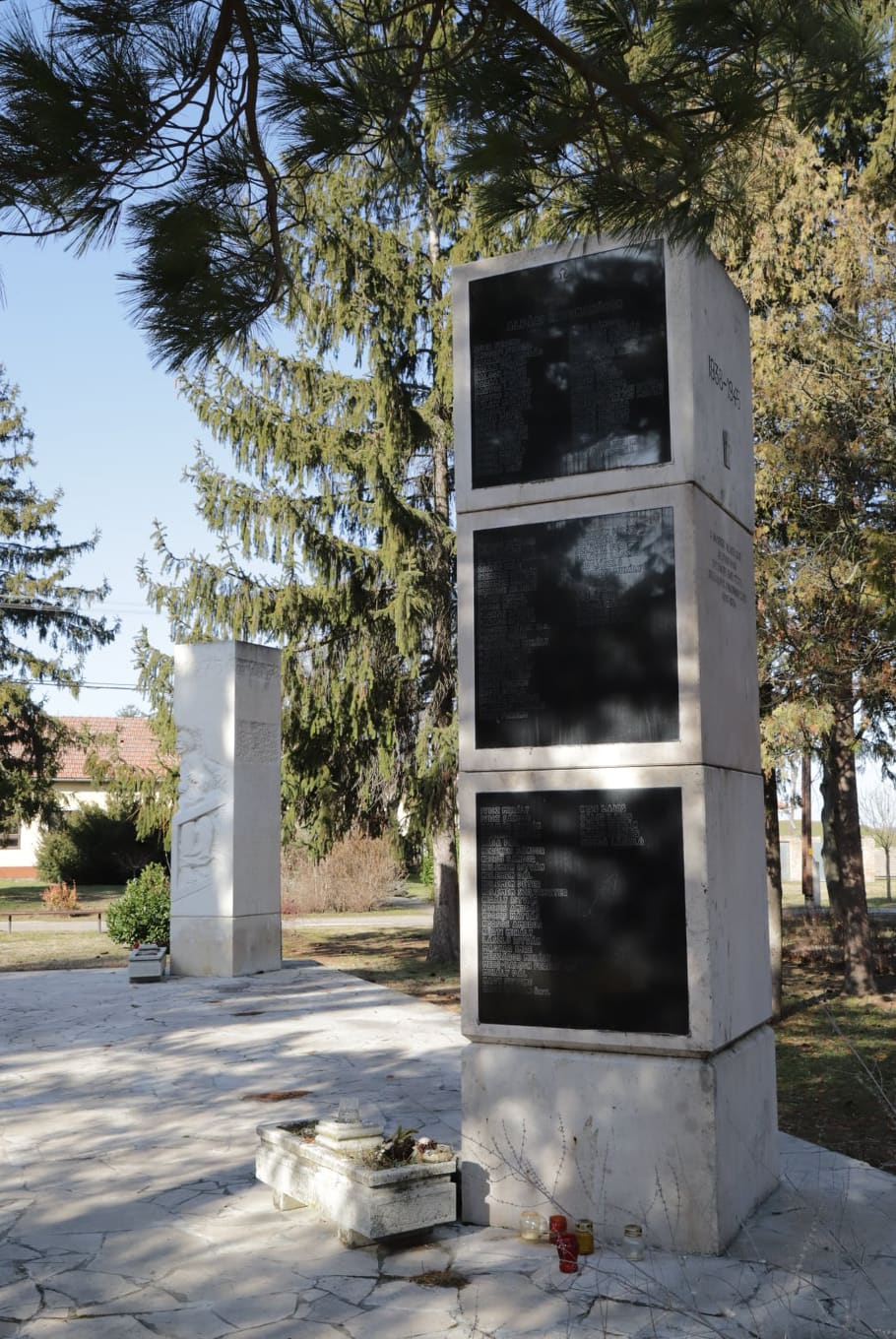
Alpár község 900 éves (1975) emlékmű és a II. Világháborús áldozatok emlékműve

## Sport
Tiszaalpáron a labdarúgás az egyik legnagyobb érdeklődéssel bíró sport. A csapat jelenleg a Vármegyei III. osztályban küzd.
Tiszaalpáron található egy kézilabda egyesület is.

## A település helyi értékei[18]
Agrár- és élelmiszergazdaság:
- szürkemarha-gulya
- termelői méz
- termelői sajt
- fűszerpaprika

Egészség és életmód:
- Geoway Edzés Egészség[19]

Épített környezet:
- Jótanács Anyja római katolikus templom (műemlék)
- Várkert és a Szent István utca (védett településszerkezeti rész)
- Szent István római katolikus templom
- Zárdatemplom
- Árpád fejedelem szobra
- Patrona Hungariae-szobor
- Nepomuki Szent János-szobor
- II. világháborús emlékművek
- Skanzen
- Bársony Mihály szobra
- Nagygyörgy-féle ház (Bethlen G. u.)
- Egység szobor[20]

Ipari és műszaki megoldások:
- MATIC Kft.: finomlemez megmunkálás, villamos sorozatkapcsok gyártása, különböző elektro- és finommechanikai összeszerelések
- Naturalpár Ipari Szolgáltató és Kereskedelmi Kft.: fűszerpaprika őrlemény előállítása és forgalmazása
- Czinege Manufaktúra: kosárfonás, vesszőáru készítése
- Pentatrans Bt. : közúti áruszállítás
- B&S Elastic Gumi és Műanyagipari Kft. Műszaki gumiipari termékek,élelmiszeripari gumitermékek gyártása.

Kulturális örökség:
- Várdomb és környéke
- Kádár Lajos népi író munkássága
- Bársony Mihály (népművészet mestere, tekerős, klarinétos, citerás, hangszerkészítő) munkássága
- kosárfonás

Sportlehetőségek:
- Tiszaalpári Sportegyesület

Természeti környezet:
- Alpári rét (legértékesebb növényei a békaliliom és a Tisza-parti margitvirág)
- Holt-Tisza (fehér tündérrózsa, sárga tavirózsa, vízidara)
- Nagy-tó néven ismert madár élő- és vonuló hely
- Magas-part a löszfallal
- a rét madárvilága (partifecske – védett, gyurgyalag- fokozottan védett)

Turizmus és vendéglátás:
- Skanzen
- Csalogány Esküvő- és Rendezvényhelyszín – KalandFarm (Kátai sor 37.)[21]
- madármegfigyelés
- horgászversenyek
- Fricska presszó - Rita Presszó (Rákóczi Ferenc utca 2.)[22]
- Bableves Söröző (Hunyadi János utca 47.)
- Vasas Söröző
- Tiszatáj vendéglő (Alkotmány utca. 8.)[23]
- Pizza Plus Tiszaalpár (Ady Endre utca 73.)[24]
- Parti Üdülő (Ady Endre utca 18.)[25]
- Falevél Apartman (Alkotmány utca 1.)[26]
- Rigófütty Vendégház (Szent István utca. 9.)[27]
- Gesztenyés Apartmanház (Dózsa György utca 78.)[28]
- Pálma Büfé (Szent Imre tér 5.)[29]

Közösségek, alkotók:
- Polgárőrség
- Alpári Tisza Horgász Egyesület[30]
- Mozgáskorlátozottak Egyesülete
- Tiszaalpári Gazdakör
- Tiszaalpári Lovas Egyesület
- Tiszavirág Cigány Hagyományőrző Egyesület
- Nyugdíjas klubok: 	Árpád Fejedelem Nyk.

			Nyugdíjas Baráti Kör
			Kádár Lajos Nyk.
- Kanalas János kosárfonó népi iparművész – 	Tiszaalpár, Deák Ferenc utca 33.
- Kálmán Jánosné üvegfonó – 				Tiszaalpár, Esze Tamás utca 52.
- Zaletnyikné Almási Mária hímzés, riseliő – 		Tiszaalpár, Vasút körzet 7.
- Repáruk Dezső tekerőlant-készítő – 			Tiszaalpár, Szabadság utca 27.
- Illés Renáta – gobelin – 				Tiszaalpár, József Attila utca 24.
- Palatinus Pál – fafaragás				Tiszaalpár, Arany János utca 33.

Helyi hagyományok, rendszeres események:
- Tiszaalpári napok
- Országos Tekerőlantos Találkozó - BársonyFeszt[31]
- Ősi Magyar Szer Találkozó - Magyar Hagyományőrző nap[32]
- Tiszaalpári Alkotótábor (TAT)
- Alpárfeszt (2021-ben átköltözött Lakitelek-Tőserdőbe)
- Tiszaalpári Traktorosnap (2022 óta évente)[33]

Helyi vállalkozások:
- Pici ABC - Mátyás király utca 5.[34]
- 51. sz. ABC Áruház - Szent Imre tér 1/A[35]
- Fonyó vegyesbolt - Dózsa György utca 61.[36]
- Juhász Sándorné élelmiszerbolt - Bercsényi utca 8/A[37]
- Cserkó Vegyesbolt - Kossuth Lajos utca 75.[38]
- Farkas Élelmiszerbolt - Alkotmány utca 11.[39]
- Farkas Zöldséges - Alkotmány utca 12/A[40]
- Hódi Krisztina Zöldség-Gyümölcs üzlet - Alkotmány utca 38.[41]
- Baranyi Pékség és Cukrászat - Alkotmány utca 12.[42]
- Friss Pékség[43]
- Bársony Virágbolt - Szent Imre tér 5.[44]
- Virágkuckó Tiszaalpár - Alkotmány utca 36.[45]
- Farkas Papírbolt - Alkotmány utca 12/A[46]
- Festék és Háztartási Bolt - Alkotmány utca 3.[47]
- Mini Diszkont - Alkotmány utca 17.[48]
- Tulipán Áruház - Alkotmány utca 22.[49]
- Papp József hentesbolt - Dózsa György u. 49.[50]
- Tiszaalpári Húsbolt - Szent Imre tér 1.[51]
- Bartók István Iparcikk Szaküzlet - Hunyadi János utca 52.[52]
- Nemzeti Dohánybolt és Lottózó - Alkotmány utca 5.[53]
- Nemzeti Dohánybolt - Ady Endre utca 4.[54]
- Laura Butik[55]
- Timi Divat - Szent Imre tér 1.[56]
- Brekeke Horgász- és Kisállateledel üzlet - Hunyadi János utca 42.[57]
- Sporthorgász bolt - Bercsényi utca 1.[58]

## Híres emberek
- Itt született 1896. május 19-én Kádár Lajos, író, Móricz Zsigmond felfedezettje, akinek napjainkban egy róla elnevezett utca, közösségi ház és egy nyugdíjas klub állít emléket.[59][60]
- Itt született 1915. szeptember 2-án Bársony Mihály, dél-alföldi tekerős, klarinétos, citerás, a Népművészet Mestere, akinek napjainkban egy szobor állít emléket.
- Itt született 1946. szeptember 15-én Kásás Zoltán, olimpiai ezüstérmes, világ- és Európa-bajnok vízilabdázó, Kásás Tamás, háromszoros olimpiai bajnok vízilabdázó apja.